# Overton (Lancashire)
 (avril 2023).
Pour les articles homonymes, voir Overton.
Overton est un village et une paroisse civile du Lancashire, en Angleterre.